# 李世基 (1936年)
李世基（韓語：이세기；1936年12月3日—2020年11月24日），大韩民国政治人物，曾任国土统一院长官、韩中亲善协会会长、国会议员等职。

## 生平
毕业于高丽大学政治学系，曾任学生会主席，领导了1960年的四·一九运动，之后留校任教。在全斗焕时期开始从政，1980年加入民主正义党，1981年在首尔城东区当选国会议员，1985年至1987年历任国土统一院长、体育部长等职。1992年中韩建交后，致力于发展两国友好关系。2002年起任韩中亲善协会会长。2020年9月担任国民力量党常任顾问。2020年11月24日逝世。